# Vláda Denyse Šmyhala
Vláda Denyse Šmyhala je úřadující vláda Ukrajiny v čele s ministerským předsedou Denysem Šmyhalem úřadující od 4. března 2020 po demisi předchozí vlády Oleksije Honarčuka. Vládu navrhl prezident ihned po rezignaci bývalé vlády. 4. března 2020 dostala důvěru a Šmyhal byl ukrajinským parlamentem schválen jako nový premiér. Ve vládě zůstaly i někteří bývalí ministři z předchozí vlády, například Arsen Avakov jako ministr zdravotnictví.

## Složení vlády
| Portfej                                                                      | Ministr              | Strana          | Nástup do úřadu    | Odchod z úřadu     |
| ---------------------------------------------------------------------------- | -------------------- | --------------- | ------------------ | ------------------ |
| Předseda vlády                                                               | Denys Šmyhal         | nestraník       | 4. března 2020     | úřadující          |
| První místopředseda                                                          | Oleksij Ljubčenko    | nestraník       | 20. května 2021    | 3. listopadu 2021  |
| První místopředsedkyně, ministryně hospodářství                              | Julija Svyrydenková  | nestraník       | 4. listopadu 2021  | úřadující          |
| Místopředseda vlády                                                          | Mychajlo Fedorov     | Sluha národa    | 4. března 2020     | úřadující          |
| Ministr pro digitální transformaci                                           | Mychajlo Fedorov     | Sluha národa    | 4. března 2020     | úřadující          |
| Místopředseda vlády                                                          | Oleksij Reznikov     | nestraník       | 4. března 2020     | 3. listopadu 2021  |
| Místopředsedkyně vlády, Ministryně pro reintegraci dočasně okupovaných území | Iryna Vereščuková    | Sluha národa    | 4. listopadu 2021  | úřadující          |
| Místopředseda vlády                                                          | Vadym Prystajko      | nestraník       | 4. března 2020     | 3. června 2020     |
| Místopředseda vlády                                                          | Olha Stefanišynová   | Sluha národa    | 4. června 2020     | úřadující          |
| Ministr financí                                                              | Ihor Umanskyj        | nestraník       | 4. března 2020     | 30. března 2020    |
| Ministr financí                                                              | Serhij Marčenko      | nestraník       | 30. března 2020    | úradující          |
| Ministr zahraničních věcí                                                    | Dmytro Kuleba        | nestraník       | 4. března 2020     | úřadující          |
| Ministr obrany                                                               | Andrij Taran         | Síla a čest     | 4. března 2020     | 3. listopadu 2021  |
| Ministr obrany                                                               | Oleksij Reznikov     | nestraník       | 4. listopadu 2021  | 4. září 2023       |
| Ministr obrany                                                               | Rustem Umerov        | Hlas            | 6. září 2023       | úřadující          |
| Ministr vnitra                                                               | Arsen Avakov         | nestraník       | 4. března 2020     | 15. července 2021  |
| Ministr vnitra                                                               | Denys Monastyrskyj   | Sluha národa    | 16. července 2021  | 18. ledna 2023     |
| Ministr vnitra                                                               | Ihor Klymenko        | nestraník       | 18. ledna 2023     | úřadující          |
| Ministr Zemědělství                                                          | Roman Leščenko       | nestraník       | 17. prosince 2020  | 24. března 2022    |
| Ministr Zemědělství                                                          | Mykola Solskyj       | nestraník       | 24. března 2023    | úřadující          |
| Ministr energetiky                                                           | Vitalij Šubyn        | nestraník       | 11. března 2020    | 16. dubna 2020     |
| Ministr energetiky                                                           | Olha Buslavecká      | nestraník       | 16. dubna 2020     | 20. listopadu 2020 |
| Ministr energetiky                                                           | Jurij Bojko          | nestraník       | 20. listopadu 2020 | 21. prosince 2020  |
| Ministr energetiky                                                           | Jurij Vitrenko       | nestraník       | 21. prosince 2020  | 29. dubna 2021     |
| Ministr energetiky                                                           | Herman Haluščenko    | nestraník       | 29. dubna 2021     | úřadující          |
| Ministr životního prostředí a přírodních zdrojů                              | Roman Abramovskyj    | nestraník       | 17. prosince 2020  | 24. března 2022    |
| Ministr životního prostředí a přírodních zdrojů                              | Ruslan Strilec       | nestraník       | 14. dubna 2022     | úřadující          |
| Ministr hospodářského rozvoje a obchodu                                      | Ihor Petraško        | nestraník       | 17. března 2020    | 18. května 2021    |
| Ministr hospodářského rozvoje a obchodu                                      | Oleksij Ljubčenko    | nestraník       | 20. května 2021    | 3. listopadu 2021  |
| Ministr hospodářského rozvoje a obchodu                                      | Julija Svyrydenková  | nestraník       | 4. listopadu 2021  | úřadující          |
| Ministr infrastruktury                                                       | Vladyslav Kryklij    |                 | 4. března 2020     | 18. května 2021    |
| Ministr infrastruktury                                                       | Oleksandr Kubrakov   | 20. května 2021 | úřadující          |                    |
| Ministr kultury a informační politiky                                        | Svitlana Fomenková   | nestraník       | 10. března 2020    | 4. června 2020     |
| Ministr kultury a informační politiky                                        | Oleksandr Tkačenko   | Sluha národa    | 4. března 2020     | úřadující          |
| Ministr mládeže a tělovýchovy                                                | Vadym Gutcajt        | Sluha národa    | 4. března 2020     | úřadující          |
| Ministr školství a vědy                                                      | Jurij Poljuchovyč    | nestraník       | 4. března 2020     | 25. března 2020    |
| Ministr školství a vědy                                                      | Ljubomyra Mandzyjová | nestraník       | 25. března 2020    | 25. června 2020    |
| Ministr školství a vědy                                                      | Serhij Škarlet       | nestraník       | 17. prosince 2020  | úřadující          |
| Ministr zdravotnictví                                                        | Ilja Jemecová        | nestraník       | 4. března 2020     | 30. března 2020    |
| Ministr zdravotnictví                                                        | Maksym Stepanov      | nestraník       | 30. března 2020    | 18. května 2020    |
| Ministr zdravotnictví                                                        | Viktor Ljaško        | nestraník       | 20. května 2020    | úřadující          |
| Ministr pro rozvoj obcí a území                                              | Oleksij Černyšov     | nestraník       | 10. března 2020    | 3. listopadu 2022  |
| Ministr pro rozvoj obcí a území                                              | Oleksandr Kubrakov   | nestraník       | 2. prosince 2022   | úřadující          |
| Ministryně sociální politiky                                                 | Maryna Lazebná       | nestraník       | 4. března 2020     | 18. července 2022  |
| Ministryně sociální politiky                                                 | Oksana Žolnovyčová   | nestraník       | 19. července 2022  | úřadující          |
| Ministr pro záležitosti veteránů                                             | Serhij Bessarab      | nestraník       | 4. března 2020     | 16. prosince 2020  |
| Ministr pro záležitosti veteránů                                             | Julija Laputinová    | nestraník       | 18. prosince 2020  | úřadující          |
| Ministr spravedlnosti                                                        | Denys Maljuska       | Sluha národa    | 4. března 2020     | úřadující          |
| Ministr kabinetu ministrů                                                    | Oleh Němčinov        | nestraník       | 4. března 2020     | úřadující          |